# إسكي

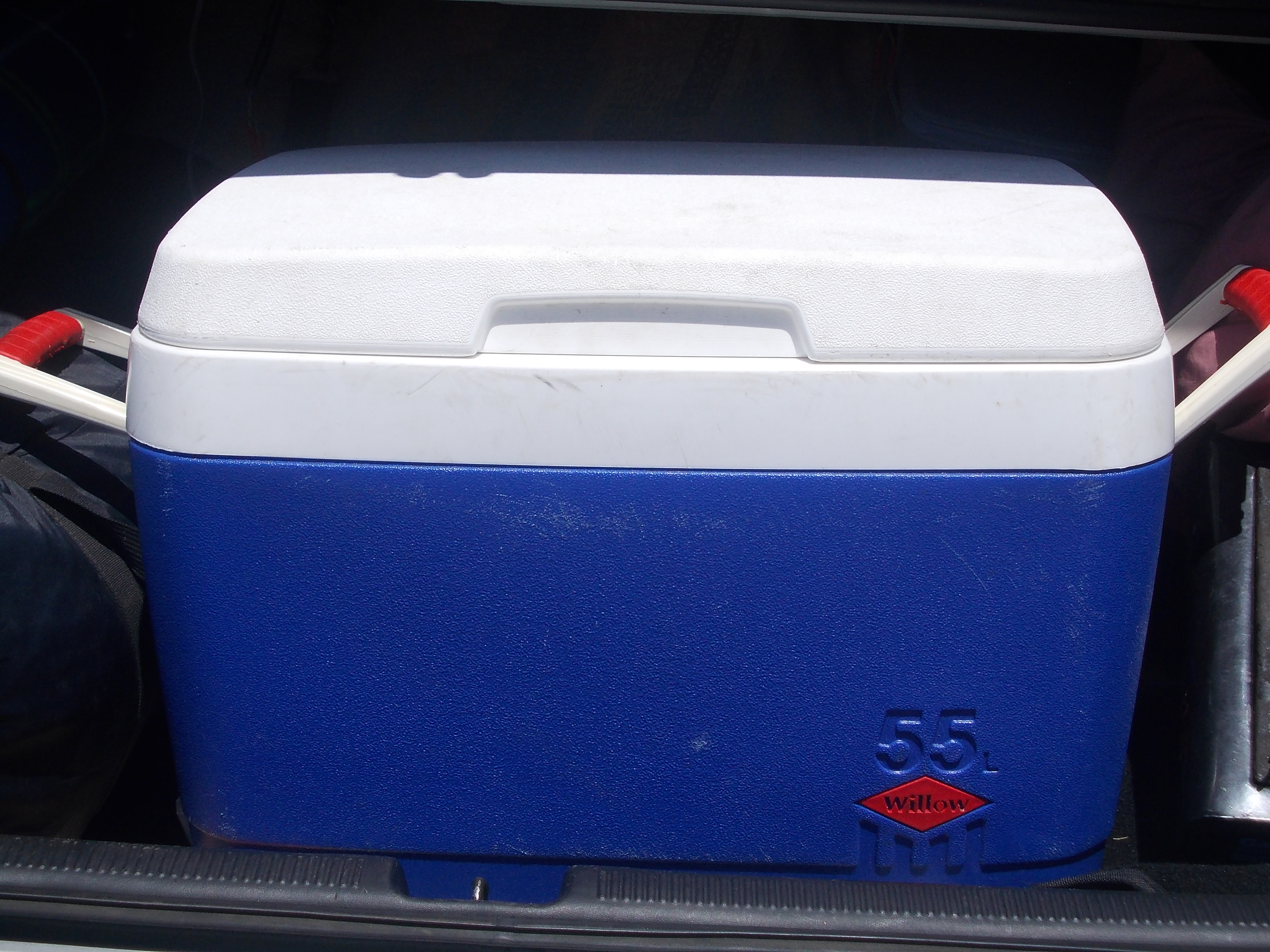
ترمس مصنوع من قبل الشركة المصنعة الأسترالية ويلو.

إسكي (بالإنجليزية: Esky)‏ هي ماركة أسترالية من مبردات محمولة. يستخدم مصطلح "esky" بشكل شائع في أستراليا للإشارة إلى ترمس الماء أو مكعبات الثلج، وهو جزء من اللغة الأسترالية، بدلاً من أستخدام كلمات معينة مثل: برودة، صندوق تبريد وصندوق التبريد النيوزيلندي، وقد اشتق هذا المصطلح  من كلمة اسكيمو.

## تاريخ إسكي
تقوم شركة إسكي بإنتاج مبردات منذ عام 1952. تم إنشاء Esky بواسطة شركة Malley's، وهي شركة للتبريد في سيدني. ووفقاً للشركة، فإن "esky"، «تم الاعتراف بها كأول مبرد محمول في العالم». وفي عام 1960، امتلكت حوالي 500000 أسرة أسترالية واحدة منها (في بلد يبلغ عدد سكانه حوالي 10 ملايين).
اشترت شركة Coleman Australia علامة Esky التجارية من شركة Nylex Ltd بعد أن دخلت الشركة في الإدارة في فبراير 2009.

## البنية الهيكلية
يتم إنشاء النماذج الحالية مع طبقتين: البوليبروبلين على الغلاف الخارجي، مع طبقة داخلية من البولييوريثان. هذا يجعلها خفيفة الوزن مع عازل ممتاز. كانت تستخدم esky في الأصل قشرة خارجية من الصلب، والفلين للعزل. في ستينات القرن الماضي، كان يتم استخدام طبقة واحدة من البوليسترين السميك، ولكن كانت تُتلف بسهولة.
هيكل مبرادات إسكي خفيف الوزن مما يجعلها تتطفو في الماء، وقد أوصى بها متخصصو السلامة ليتم استخدامها كطريق نجاة بديل، إذا لم تتوفر معدات أكثر تخصصََا. وقد نجا العديد من الأشخاص عن طريق استخدام غطاء esky كأداة للطفو فوق سطح الماء بعد حوادث القوارب.

## الاستخدام العام
في أستراليا، أصبح اسم "esky" شعبيا حتي تحول الأمر إلى استخدام إسمها للإشارة إلى أي مربع برودة، بغض النظر عن العلامة التجارية. العديد من القواميس، بما في ذلك القاموس الوطني الأسترالي وقاموس Macquarie، تتضمن الآن تعريف كلمة  esky على هذا النحو. ومع ذلك، يجب أن يوافق مالك العلامة التجارية على استخدام العلامة التجارية Esky لتجنب أي مسؤولية. استخدمت الوكالات الحكومية ووسائل الإعلام في أستراليا هذا المصطلح تفضيلًا للبدائل العامة.

## في الثقافة الأسترالية
لعبت مبردات إسكي دورًا فريدًا في الثقافة الأسترالية، خاصة فيما يتعلق بالتخييم والأحداث الرياضية مثل: أوليمبيات عام 2000.
تطور تصميم واستخدام مبردات إسكي من خلال ثقافة الشرب في أستراليا. ومن مميزات الطراز مبردات إسكي الأول أنه تم تصميمه لحمل ست قنينات «قياسية» بسعة 1 باينت بالإضافة إلى قسم طعام ثلاثي المستوى.
أصبحت مبردات إسكي أداة أساسية للأستخدام علي الشاطئ، وتناول الطعام في الهواء الطلق ووجبات الشواء التي تم تطويرها في أستراليا خلال الستينات والسبعينات.
على الرغم من أنها ليست فريدة من نوعها بالنسبة لأستراليا، إلا أن وسائل الإعلام الأسترالية قد أبلغت على نطاق واسع عن عدد من الأحداث البارزة التي تتضمن إسطوانات esky آلية مزودة بمحركات وعجلات صغيرة. وأصدرت الشرطة غرامات لمن يشغلونها في
الممتلكات العامة.